# Gislaved
Gislaved è una città della Svezia, capoluogo del comune omonimo, nella contea di Jönköping. Ha una popolazione di 10 091 abitanti.